# Pavlogrado
Pavlogrado (en ucraniano: Павлоград, romanizado: Pavlohrad) es una ciudad ucraniana perteneciente al óblast de Dnipropetrovsk. Situado en el centro del país, es el centro del raión de Pavlogrado y del municipio (hromada) homónimo.

## Toponimia
El nombre de la ciudad en ruso también es Pavlogrado (en ruso: Павлоград).

## Geografía
Los ríos de Vovcha, Jnizdka y Kocherja fluyen a través de Pavlogrado

## Historia

### SiglosXVIIIyXIX
Pavlogrado es uno de los asentamientos más antiguos del óblast de Dnipropetrovsk. Las primeras referencias son del siglo XVII. A principios de la década de 1770, el cosaco de Zaporiyia Matvi Jizhniak construyó cuarteles de invierno, que pronto se conocieron como la slobodá de Matviivka (en ruso: Матвеевка, romanizado: Matveevka).  La ciudad honra con un monumento a su cosaco fundador.  En 1779, Matveevka pasó a llamarse Luganske, ya que este último se convirtió en el cuartel general del regimiento de piqueros de Lugansk encabezado por Mijáil Goliníshchev-Kutúzov. Con el establecimiento del virreinato de Yekaterinoslav en 1783, el lugar fue rebautizado en honor del futuro emperador Pablo І como Pavlogrado, pasó a formar parte de esta unidad administrativa como ciudad de distrito. En 1784 Pavlohrad recibió el estatus de ciudad.
Había 426 hogares y 2419 residentes en la ciudad a fines del siglo XVIII. Los ciudadanos de Pavlogrado vivían en zarzo y barro. El primer edificio de piedra fue la catedral Svyato-Voznesensky en la plaza de la catedral. Los primeros ciudadanos fueron cosacos de las palancas de Samara y Kalmiuske, además de militares desmovilizados. El plan de la ciudad del arquitecto escocés William Heste fue afirmado por el emperador Nicolás I el 31 de julio de 1831.
Tras las reformas de 1864 promulgadas por el Zar, Pavlogrado alcanzó el rango de zemstvo, y como tal, emitió sus propios sellos postales entre 1869 y 1884.  Se conservan copias de los de cinco copecs.
En 1871, el comerciante local A. K. Shalin fue elegido primer jefe de la ciudad. El comerciante del II Gremio A. V. Permanin fue elegido gobernador de la ciudad en 1892. Bajo su liderazgo, la ciudad comenzó a desarrollarse rápidamente: se construyeron muchas iglesias, templos, cuarteles, gimnasios, fábricas y plantas. La ciudad ha sido un importante centro para el comercio de cereales desde finales del siglo XIX.
En 1896, la familia Goleníschev-Kutúzov construyó el Teatro del Conde. En la década de 1870 se construyó un ferrocarril entre San Petersburgo y Simferópol, pasando por Pavlogrado.

### SigloXX
El 20 de noviembre de 1917, tras la revolución rusa, Pavlogrado pasó a formar parte de la República Popular de Ucrania hasta el 31 de diciembre de 1917, cuando fue tomanda por el Ejército Rojo. En julio de 1919, Pavlograd fue nuevamente capturada por el Ejército Blanco y recuperada por los soviéticos a principios de enero de 1920. En 1925, la ciudad se convirtió en un centro de raión. En 1930 se produjo un levantamiento contra el dominio soviético en Pavlogrado. 
De 1780 a 1941 existió una importante comunidad judía en la ciudad. El 26 de diciembre de 1918 tuvo lugar un pogromo en la ciudad, durante el cual fueron asesinados muchos judíos. Como resultado, muchos judíos abandonaron la ciudad durante la época soviética. La población judía anterior al Holocausto era de aproximadamente 4,000.
Durante la Segunda Guerra Mundial, Pavlogrado fue ocupada por la Wehrmacht en octubre de 1941. Después de un levantamiento en febrero de 1943, la ciudad fue liberada, pero fue reconquistada después de cinco días y finalmente liberada el 18 de septiembre de 1943. Durante la guerra, tres cuartas partes de la ciudad fueron destruidas. Durante el Holocausto se ubicó un campo de concentración en Pavlogrado y una gran parte de la comunidad murió durante la guerra y durante las ejecuciones en masa.
El cementerio judío de Pavlogrado contiene entierros no solo judíos, sino también cristianos, que fueron acordados por los líderes de la comunidad judía local en 1995. El 22 de mayo de 2011, se informó que personas desconocidas habían profanado el cementerio de la ciudad: las lápidas fueron entregadas y rotas en un acto aparentemente antisemita.
Después de una rápida reconstrucción, Pavlogrado se convirtió en un importante centro industrial centrado principalmente en la ingeniería mecánica.

### SigloXXI
Varias fábricas relacionadas con la ingeniería mecánica cerraron en las décadas de 2000 y 2010. Esto provocó, entre otras cosas, una disminución sostenida de la población.
Hasta el 18 de julio de 2020, Pavlogrado sirvió como ciudad de importancia regional. El estatus fue abolido en julio de 2020 como parte de la reforma administrativa de Ucrania, que redujo el número de raiones del óblast de Dnipropetrovsk a siete. La ciudad se fusionó con el raión de Pavlogrado.
Durante la invasión rusa de Ucrania, Pavlogrado fue objeto de ataques rusos como un importante centro de transporte ferroviario. El 22 de marzo, un ataque con misiles destruyó la estación de tren Pavlohrad-2 de la ciudad y mató al menos a una persona.El 30 de abril de 2023, un ataque ruso a Pavlogrado provocó una serie de grandes explosiones e incendios que hirieron al menos a 34 civiles. Fuentes ucranianas informaron que fue atacada una planta PMZ, que producía combustible sólido para cohetes de la era soviética y que tenía varios motores a la espera de ser desmantelados. Sin embargo, fuentes rusas afirmaron que este ataque interrumpió la producción de municiones, armas y equipo militar para las tropas ucranianas.
En abril de 2025, Pavlogrado fue atacada con robots voladores durante dos días seguidos, matando a tres e hiriendo a otros quince.

## Demografía
La evolución de la población de Pavlogrado entre 1897 y 2022 fue la siguiente:
| 15 775                                                        | 15 380 | 17 957 | 39 710 | 45 827 | 80 227 | 107 267 | 131 414 | 119 672 | 110 644 | 110 070 | 105 238 | 101 430 |
| (Fuente: Cities & Towns of Ukraine y UKRAINE: Größere Städte) |        |        |        |        |        |         |         |         |         |         |         |         |

Según el censo de 2001, el 72,3% de la población son ucranianos y el 25% son rusos. En cuanto al idioma, la lengua materna de la mayoría de los habitantes, el 59,2%, es el ucraniano; del 39,8%, el ruso.

## Economía
Con diferencia, el sector económico más importante es la minería. El carbón extraído en Pavlogrado se utiliza principalmente como carbón térmico y como carbón coquizable para fundiciones siderúrgicas. En 2020, por ejemplo, se extrajeron 16 millones de toneladas de hulla.
En la ciudad se encuentra la Planta Mecánica de Pavlohrad (PMZ), que se fundó en diciembre de 1963 como una instalación de producción especializada de la planta n.º 586 (ahora Asociación de Producción Pivdenmash). PMZ es una fábrica dedicada al ensamblaje, perfeccionamiento y producción de motores de cohetes y misiles de combustible sólido. En 1975, PMZ se convirtió en la fábrica de cohetes sólidos más grande del Ministerio de Construcción de Maquinaria General de la URSS. PMZ fabricó tanques de combustible para cohetes propulsores y carcasas de plástico para motores de cohetes ICBM; piezas, componentes y conjuntos para la fabricación de sistemas aeroespaciales.

## Infraestructura

### Educación
Hay 20 escuelas y 1 instituto en la ciudad.

### Transporte
En la ciudad hay un cruce ferroviario Pavlogrado-1 en la línea Járkov-Simferópol, desde la estación también sale un ramal hacia la ciudad de Pokrovsk y Novomoskovsk. En la estación Pavlogrado-2 se encuentra en el ramal a Pokrovsk. También hay una estación de autobuses. 

## Personas ilustres
- Yákov Chérnijov (1889-1951): arquitecto y artista gráfico soviético, considerado una piezas clave en el desarrollo del movimiento constructivista ruso.
- Liubov Smolka (1952): atleta soviética ucraniana.
- Maksim Romáschenko (1976): exfutbolista bielorruso, que es el que más goles ha marcado con la selección de fútbol de Bielorrusia.
- Anna Titimets (1989): atleta ucraniana, especialista en la prueba de 400 m vallas (subcampeona europea en 2014).
- Anna Korsun (1991), conocida como Maruv: cantante, compositora, poetisa y productora ucraniana.

## Galería

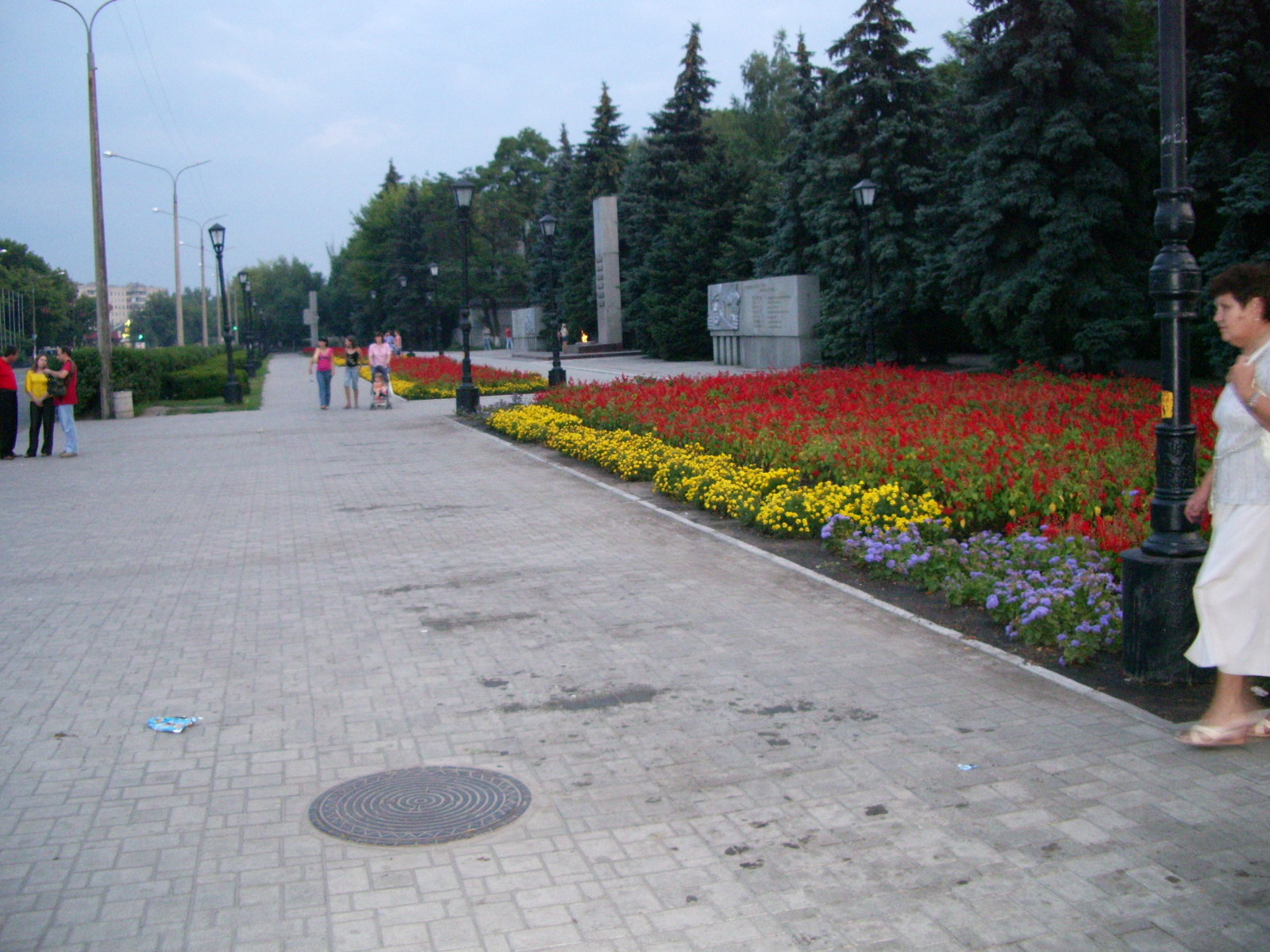
Avenida peatonal en Pavlogrado
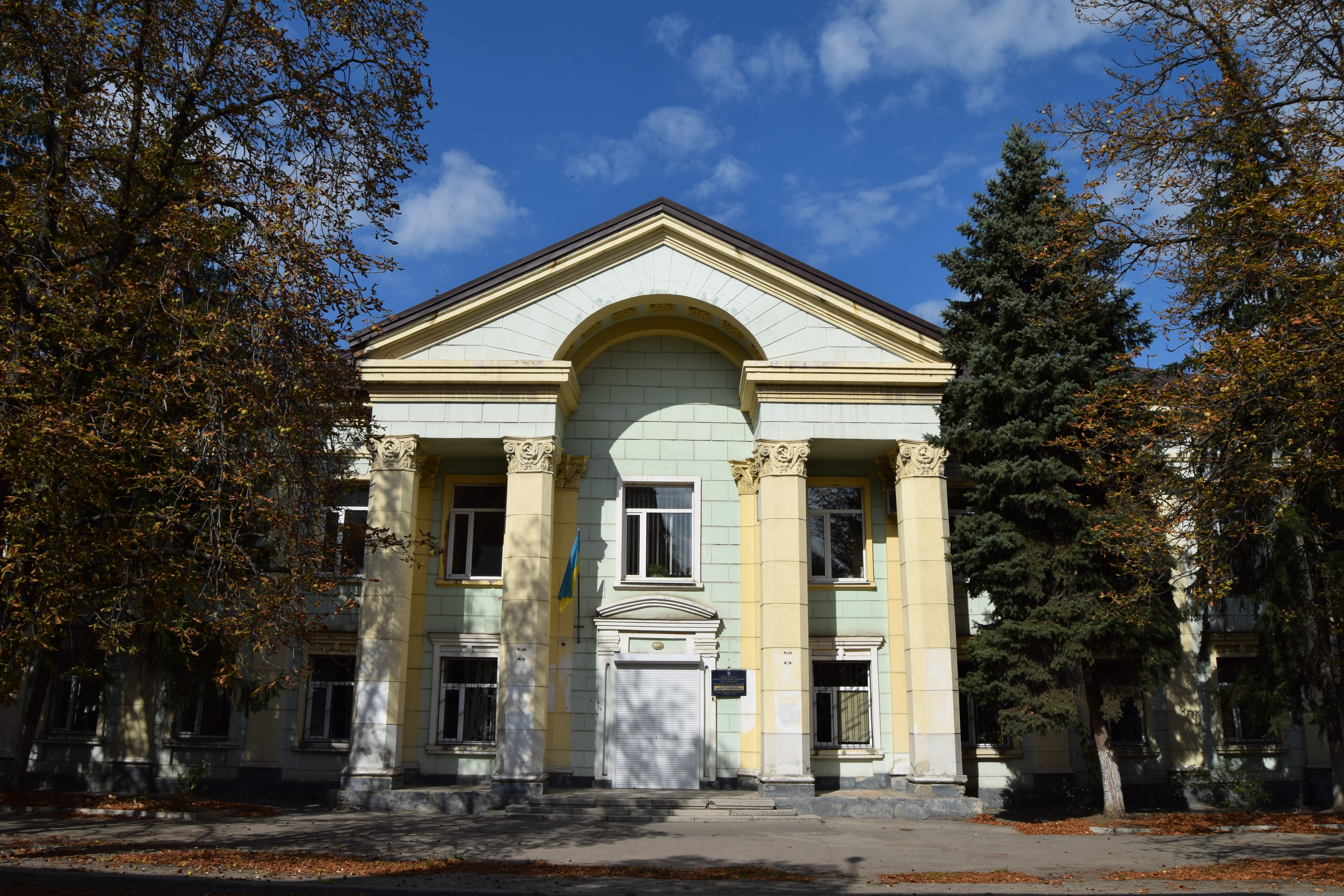
Edificio administrativo
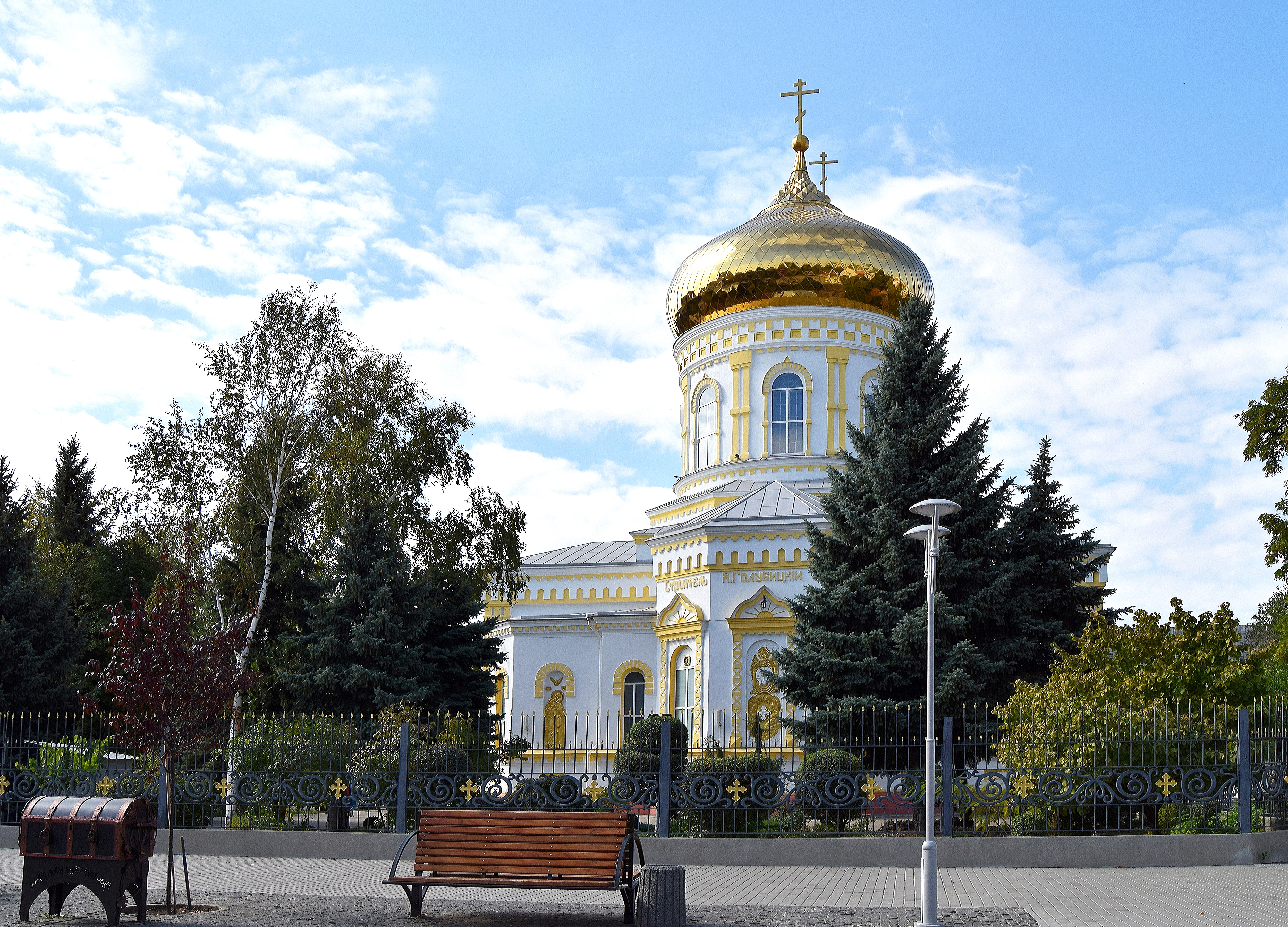
Catedral de la Dormición de Pavlogrado
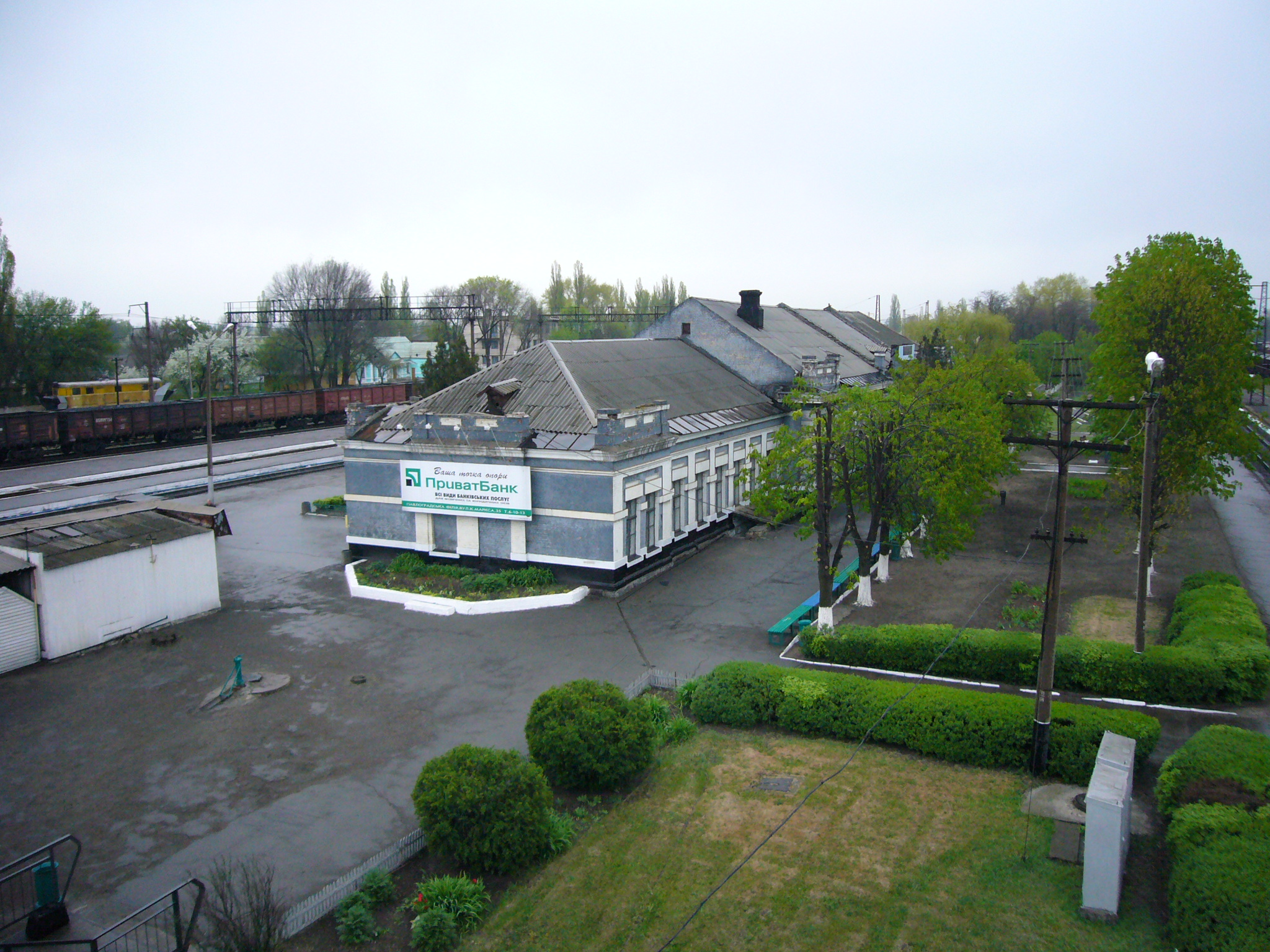
Estación de trenes de Pavlogrado

## Ciudades hermanadas
Pavlogrado está hermanada con las siguientes ciudades:
- San Sebastián, País Vasco, España.
- Lubsko, Polonia.